# Claude Martin (remero)
Claude Auguste Louis Martin (París, 6 de febrero de 1930-Chambellay, 5 de diciembre de 2017) fue un deportista francés que compitió en remo.
Participó en dos Juegos Olímpicos de Verano en los años 1952 y 1960, obteniendo una medalla de plata en Roma 1960 en la prueba de cuatro con timonel. Ganó tres medallas en el Campeonato Europeo de Remo entre los años 1953 y 1955.

## Palmarés internacional
| Juegos Olímpicos   | Juegos Olímpicos         | Juegos Olímpicos  | Juegos Olímpicos   |
| Año                | Lugar                    | Medalla           | Prueba             |
| ------------------ | ------------------------ | ----------------- | ------------------ |
| 1960               | Roma (Italia)            | Medalla de plata  | Cuatro con timonel |
| Campeonato Europeo |                          |                   |                    |
| Año                | Lugar                    | Medalla           | Prueba             |
| 1953               | Copenhague (Dinamarca)   | Medalla de oro    | Dos con timonel    |
| 1954               | Ámsterdam (Países Bajos) | Medalla de plata  | Dos con timonel    |
| 1955               | Gante (Bélgica)          | Medalla de bronce | Dos con timonel    |